# Rotonda del Campidoglio degli Stati Uniti d'America

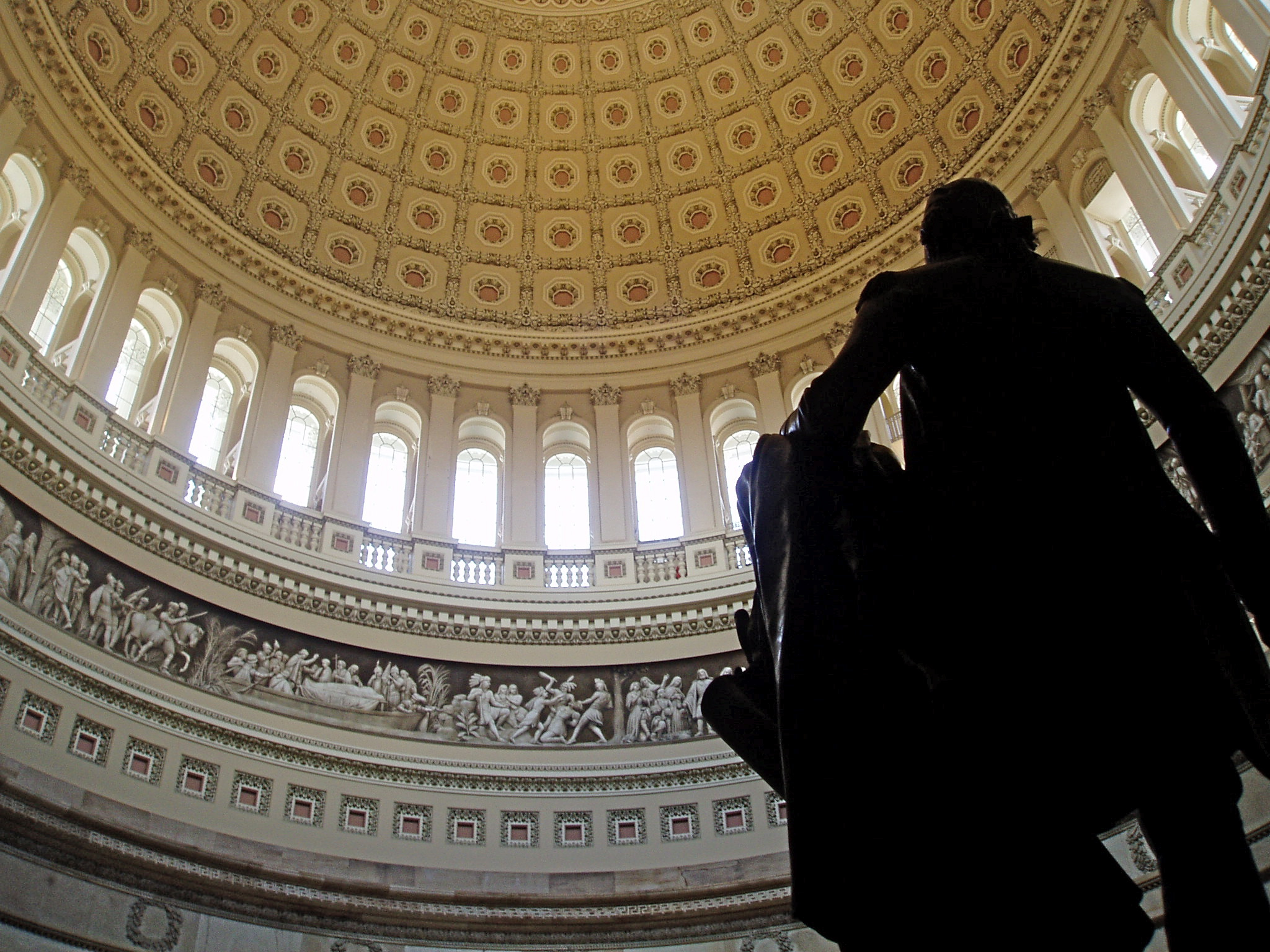
Una parte della Rotonda dal punto di vista della statua di George Washington.

La Rotonda del Campidoglio degli Stati Uniti d'America è una parte interna della struttura dell'edificio del Campidoglio, composta da una rotonda centrale sotto la cupola collegata da dei corridoi che conducono a sud alla Camera dei rappresentanti e a nord alla camera del Senato. Sempre a sud è affiancata dalla Sala delle Statue.
Costruita tra il 1818 e il 1824, la rotonda è stata descritta come il "cuore simbolico e fisico" del Campidoglio ed è utilizzata per eventi cerimoniali ufficiali, autorizzati da una risoluzione di entrambe le camere del Congresso, tra cui l'esposizione pubblica della salma che, per regolamento e consuetudine, è concessa solo ai presidenti degli Stati Uniti, ai comandanti militari, ai giudici della Corte Suprema e ai senatori e rappresentanti del Congresso.

## Progettazione e costruzione

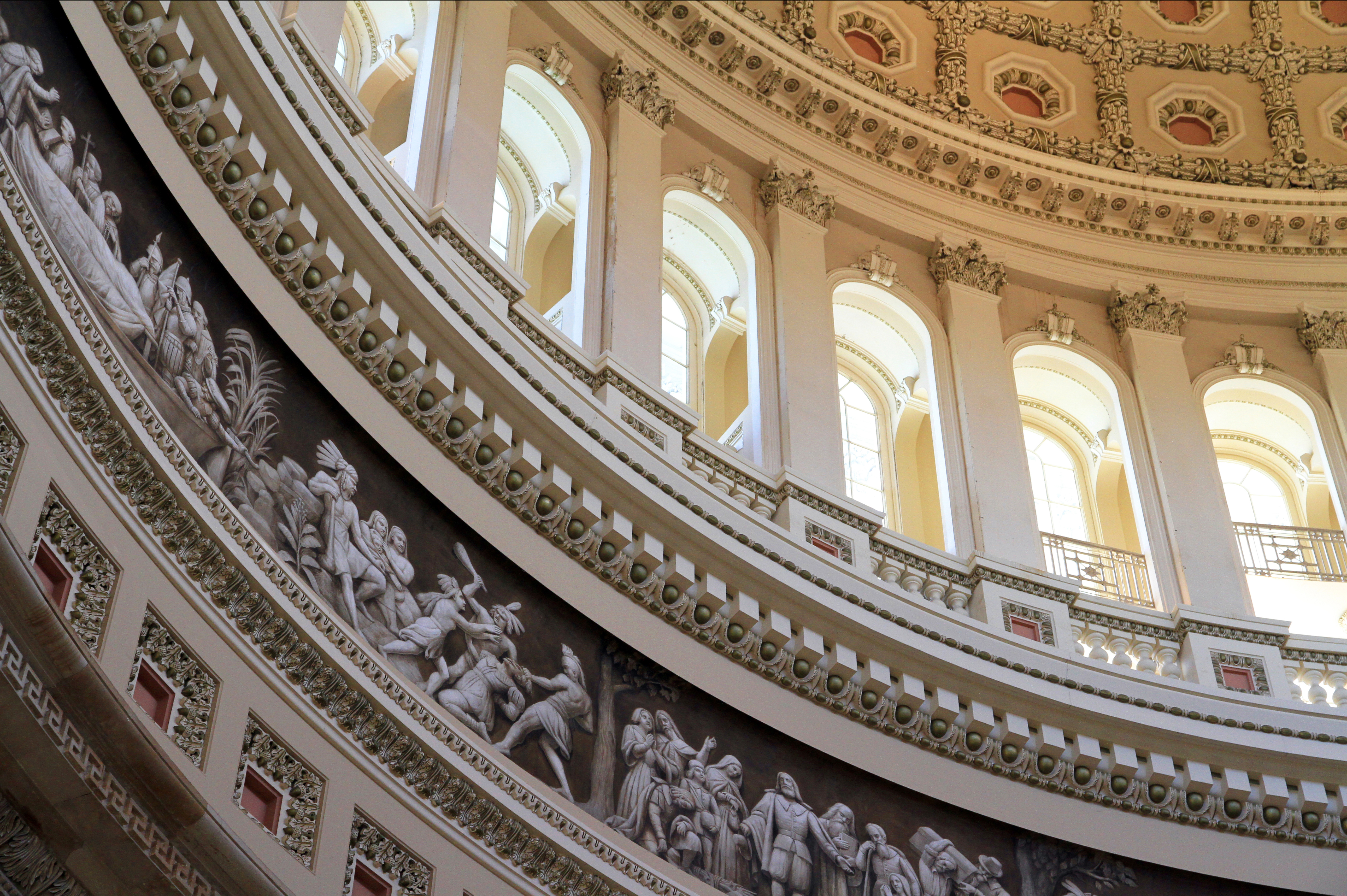
Fregio della storia degli Stati Uniti, affresco di Costantino Brumidi nella rotonda del Campidoglio.

L'architetto William Thornton vinse l'appalto per progettare il Campidoglio nel 1793 concependo per primo l'idea di una rotonda centrale. Tuttavia, a causa della mancanza di fondi e dell'incendio di Washington durante la guerra anglo-americana del 1812, i lavori della rotonda non iniziarono fino al 1818. Essa fu completata nel 1824 dall'architetto Charles Bulfinch, come parte di una serie di nuovi edifici e progetti in preparazione per la visita finale del marchese Gilbert du Motier de La Fayette. La rotonda fu progettata in stile neoclassico e intendeva evocare il design del Pantheon.
Le pareti della rotonda in arenaria si innalzano di 15 metri dal pavimento; la cupola del Campidoglio fu progettata nel 1854 da Thomas Walter, il quarto architetto del Campidoglio, che progettò anche le estensioni nord e sud. I lavori sulla cupola iniziarono nel 1856 e nel 1859 egli riprogettò la rotonda affinché consistesse di una cupola interna ed esterna, con una tettoia sospesa tra di esse che sarebbe stata visibile attraverso un oculo in cima alla cupola interna. Nel 1862 anche il pittore Costantino Brumidi diede il suo contributo, dipingendo l'enorme Apoteosi di George Washington nell'oculo e il Fregio della storia degli Stati Uniti, una sorta di storia pittorica del Paese ordinata cronologicamente, dall'arrivo di Colombo in America al volo dei fratelli Wright sul Kitty Hawk. La cupola fu completata nel mezzo della guerra civile americana e venne costruita in ghisa ignifuga nel 1866. Durante la guerra civile, la rotonda fu utilizzata come ospedale militare per i soldati dell'Unione.

### La cripta
Originariamente la cripta aveva un soffitto aperto nella rotonda. I visitatori possono ancora vedere i buchi nel cerchio di pietre che segnavano il bordo dello spazio aperto nel pavimento della rotonda. Sotto il pavimento della cripta si trova una tomba che era adibita a luogo di sepoltura per George Washington, ma dopo una disputa sulla questione il progetto fu abbandonato.

### Ristrutturazione
Nel gennaio 2013, l'architetto del Campidoglio annunciò un progetto quadriennale da 10 milioni di dollari per riparare e preservare l'esterno della cupola e della rotonda. L'operazione richiedeva la rimozione della vernice al piombo dall'interno della cupola, la riparazione della struttura in acciaio, la riverniciatura dell'interno della cupola, la riabilitazione dello spazio interstiziale tra la cupola e la rotonda e l'installazione di una nuova illuminazione. La cupola e la rotonda, erano state riparate l'ultima volta nel 1960, mostravano segni significativi di ruggine e degrado, inoltre c'era il rischio che la struttura decorativa potesse cadere dalla rotonda nello spazio sottostante e che problemi legati alle condizioni meteorologiche potessero danneggiare le opere d'arte nella rotonda. Senza una riparazione immediata, vennero installate delle reti di sicurezza, che bloccarono temporaneamente la vista delle opere d'arte della rotonda.

## Quadri e dipinti storici
Otto nicchie nella rotonda contengono grandi quadri storici qui sotto rappresentati: la Dichiarazione d'Indipendenza, la Resa del generale Burgoyne, la Resa di Lord Cornwallis, Il generale Washington rassegna le dimissioni da comandante in capo dell'esercito continentale, lo Sbarco di Colombo, la Scoperta del Mississipi, il Battesimo di Pocahontas e l'Imbarcazione dei Pellegrini.

Declaration of Independence, Jhon Trumbull (1819)
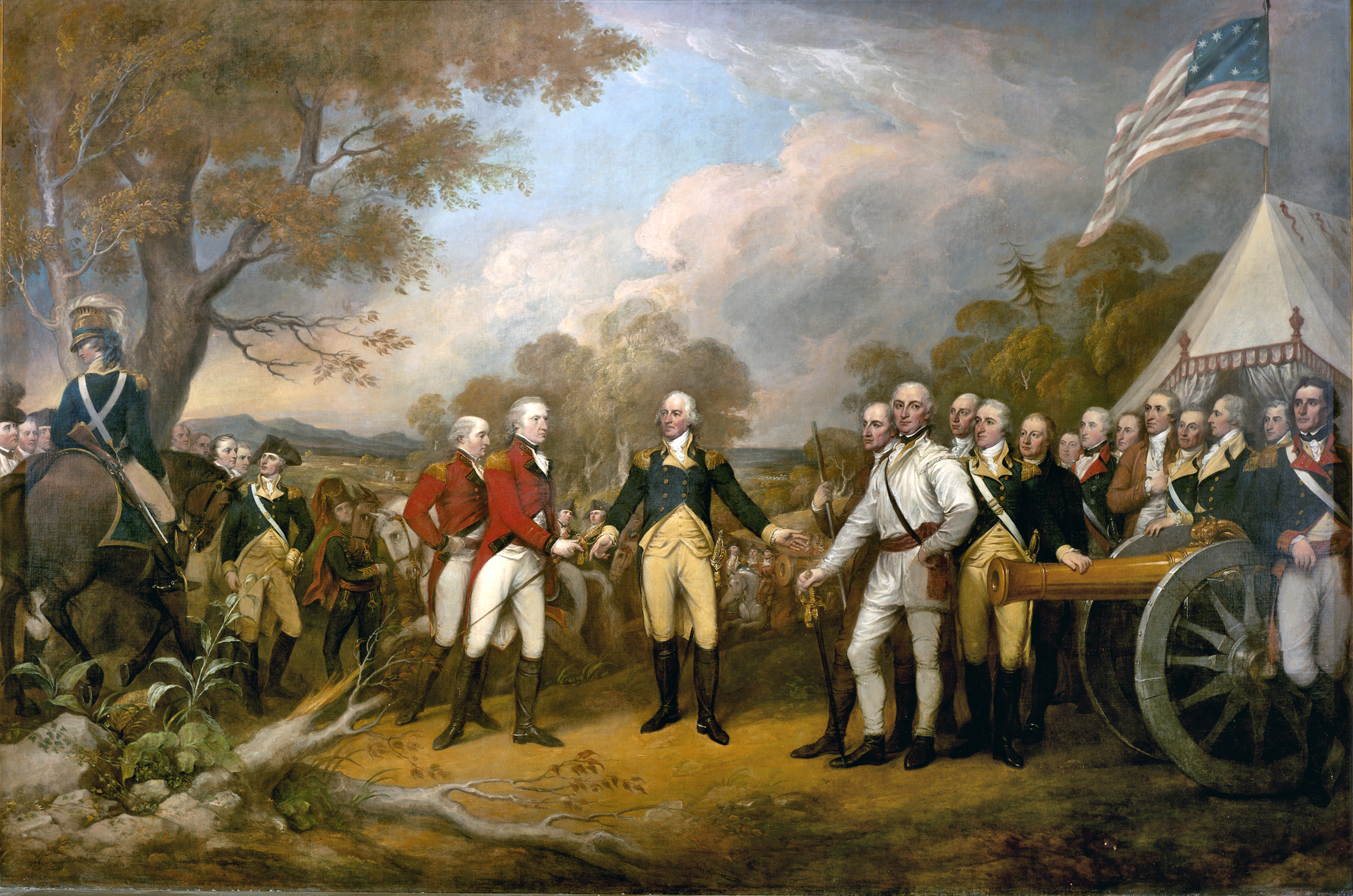
Surrender of General Burgoyne, Jhon Trumbull (1821)
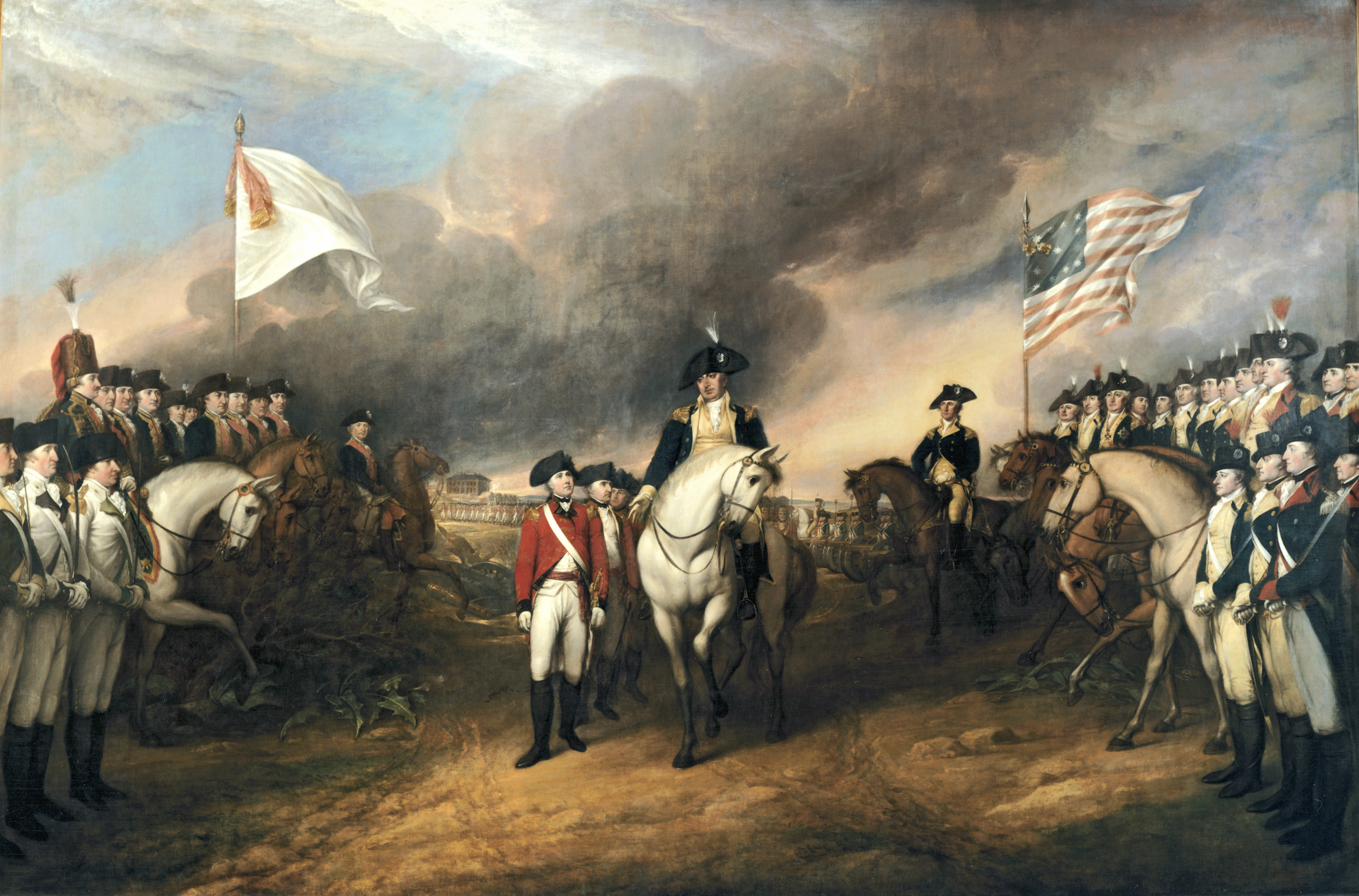
Surrender of Lord Cornwallis, Jhon Trumbull (1819-1820)
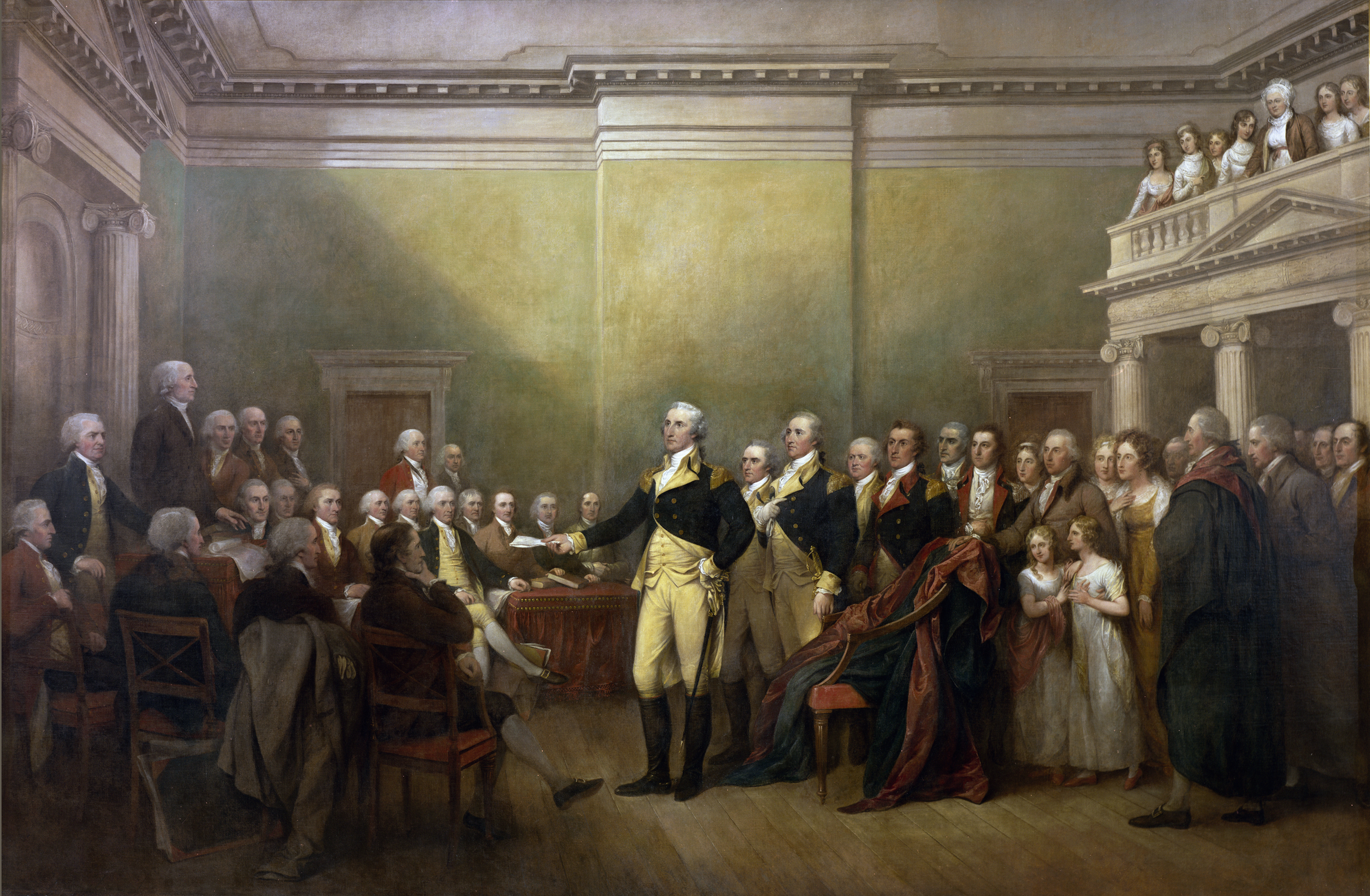
General George Washington Resigning His Commission, Jhon Trumbull (1824)
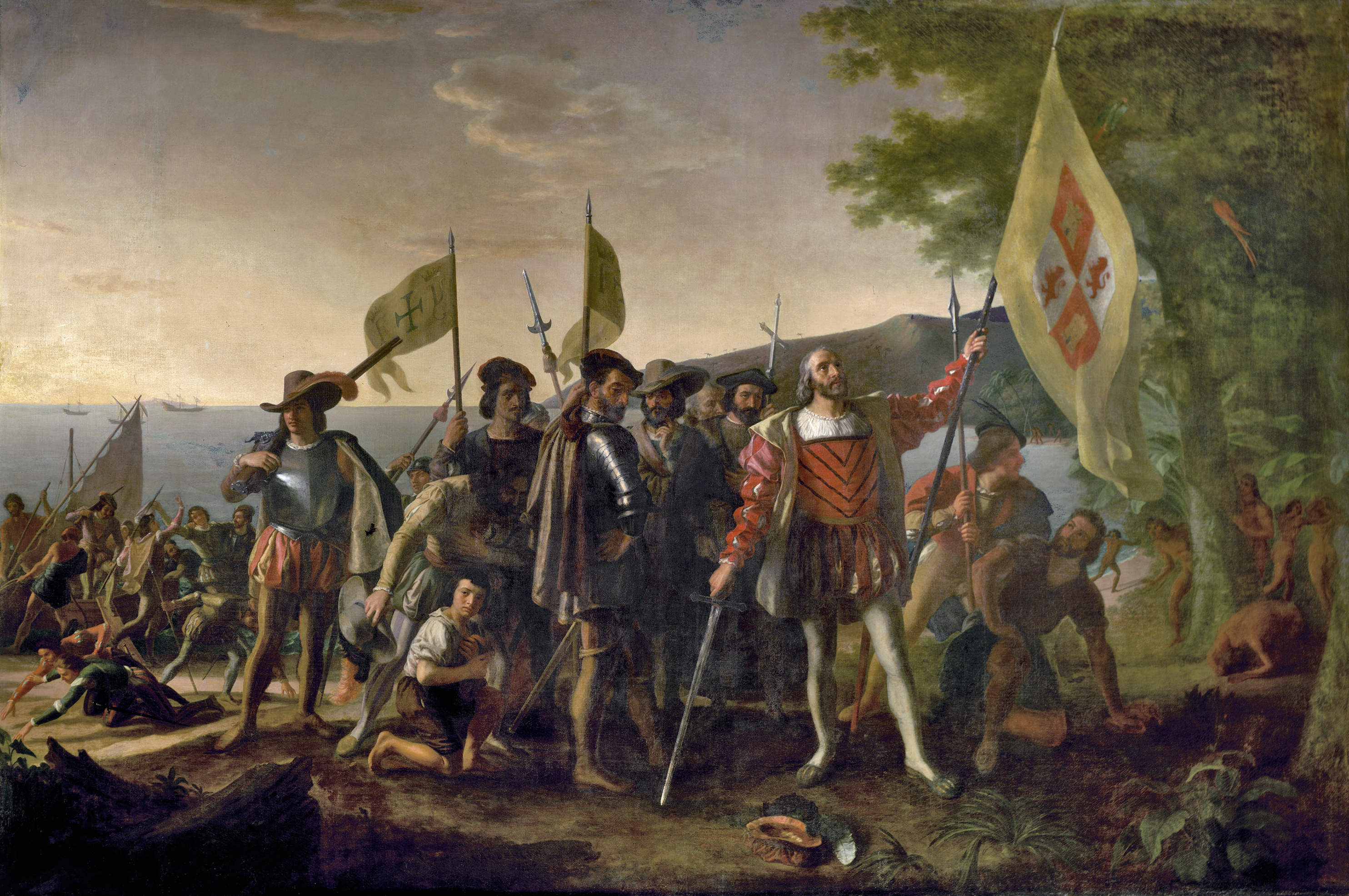
Landing of Colombus, Jhon Vanderlyn (1847)
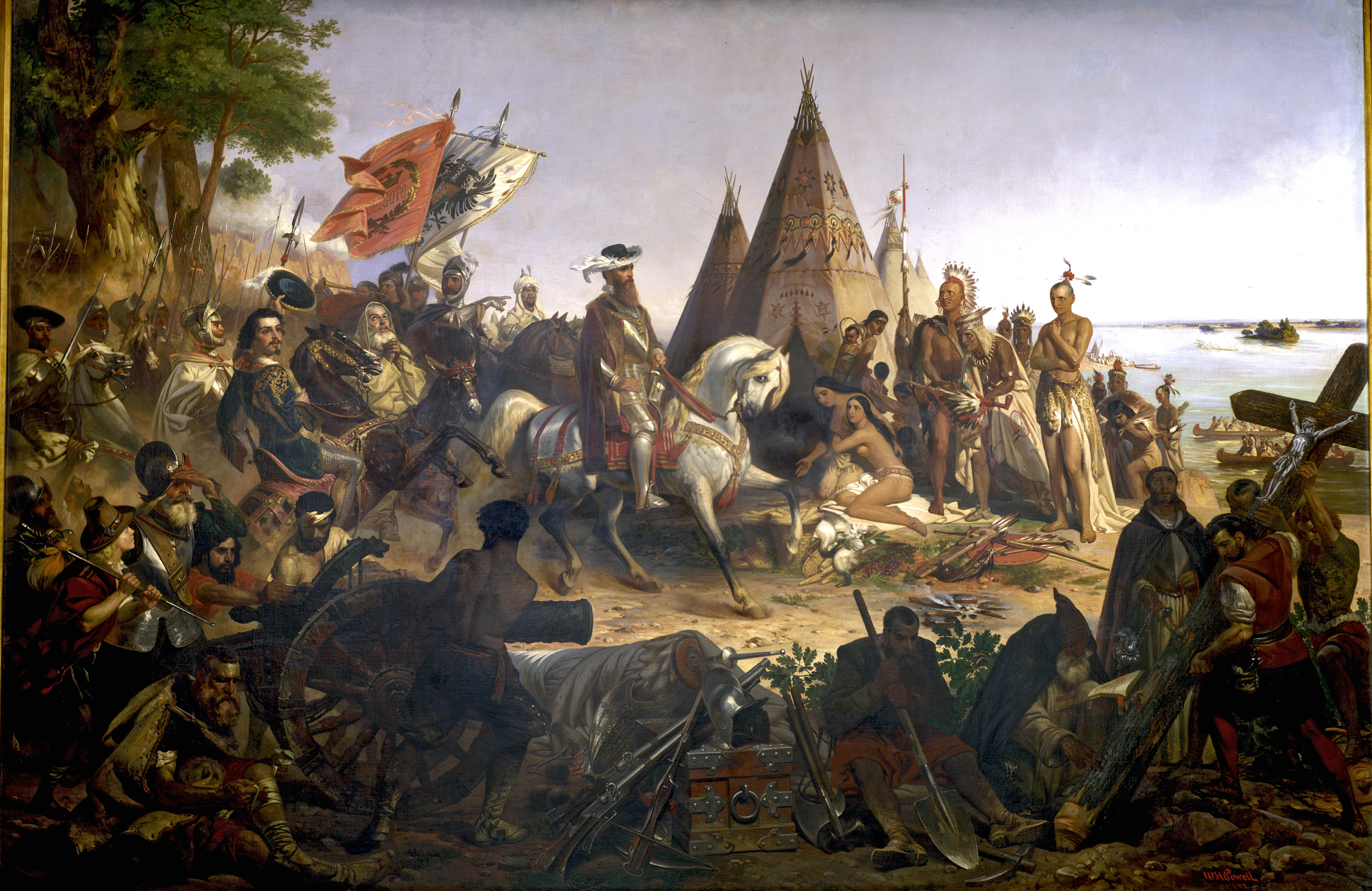
Discovery of the Mississipi, William Henry Powell (1853)
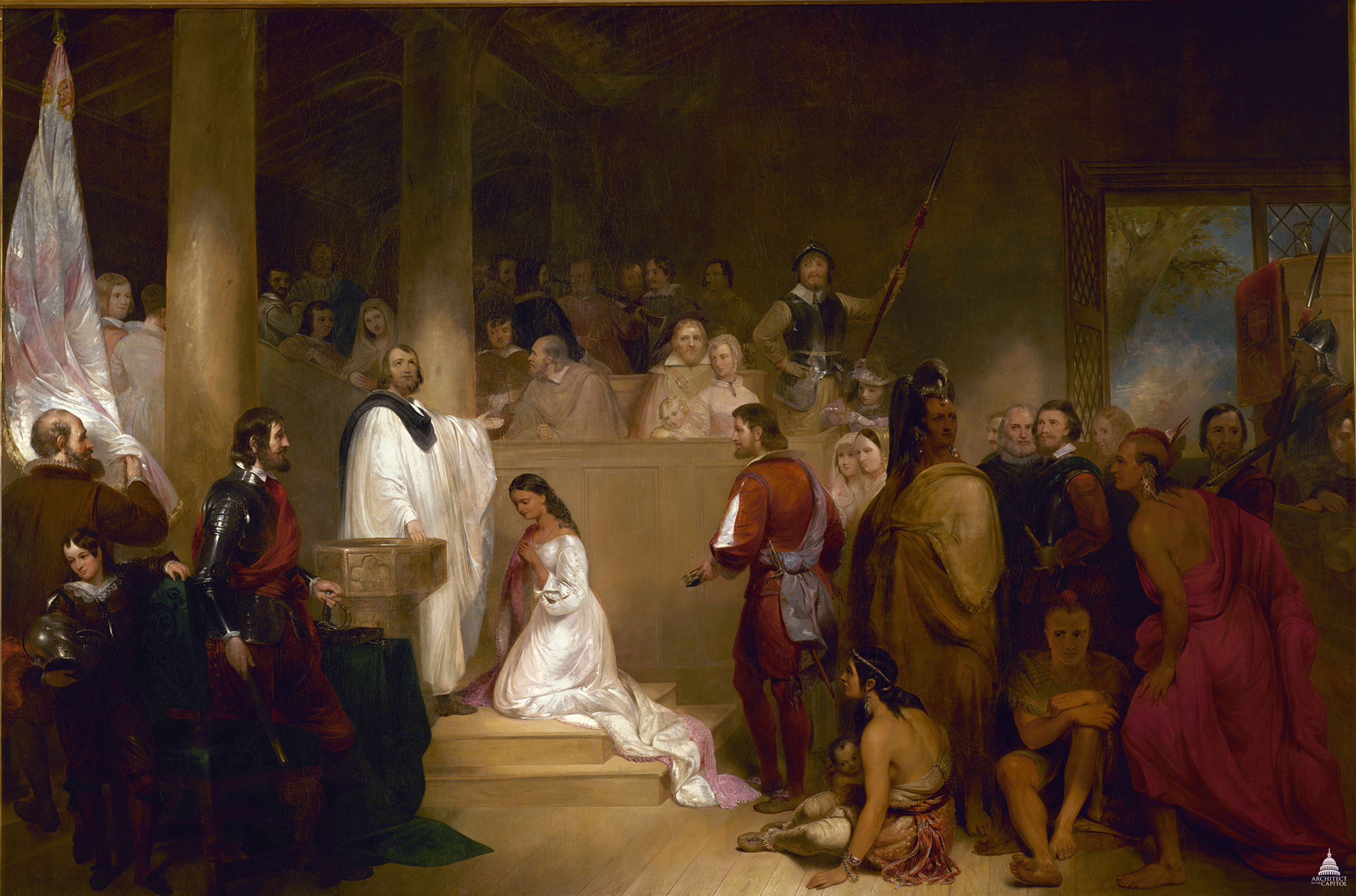
Baptism of Pocahontas, Jhon Gadsbsy Chapman (1840)
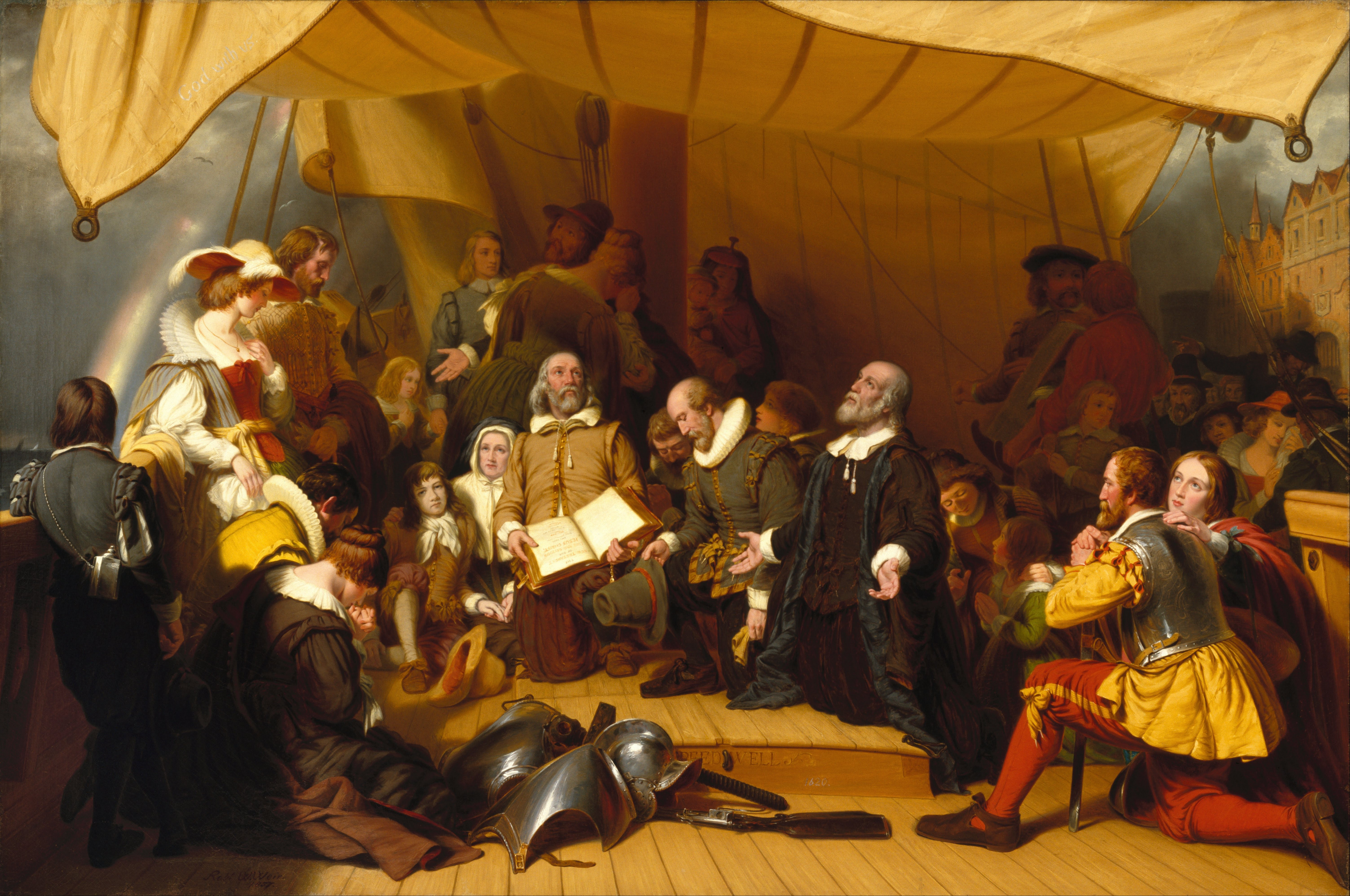
Embarkation of the Pilgrims, Robert Walter Weir (1843)

### Apoteosi di George Washington

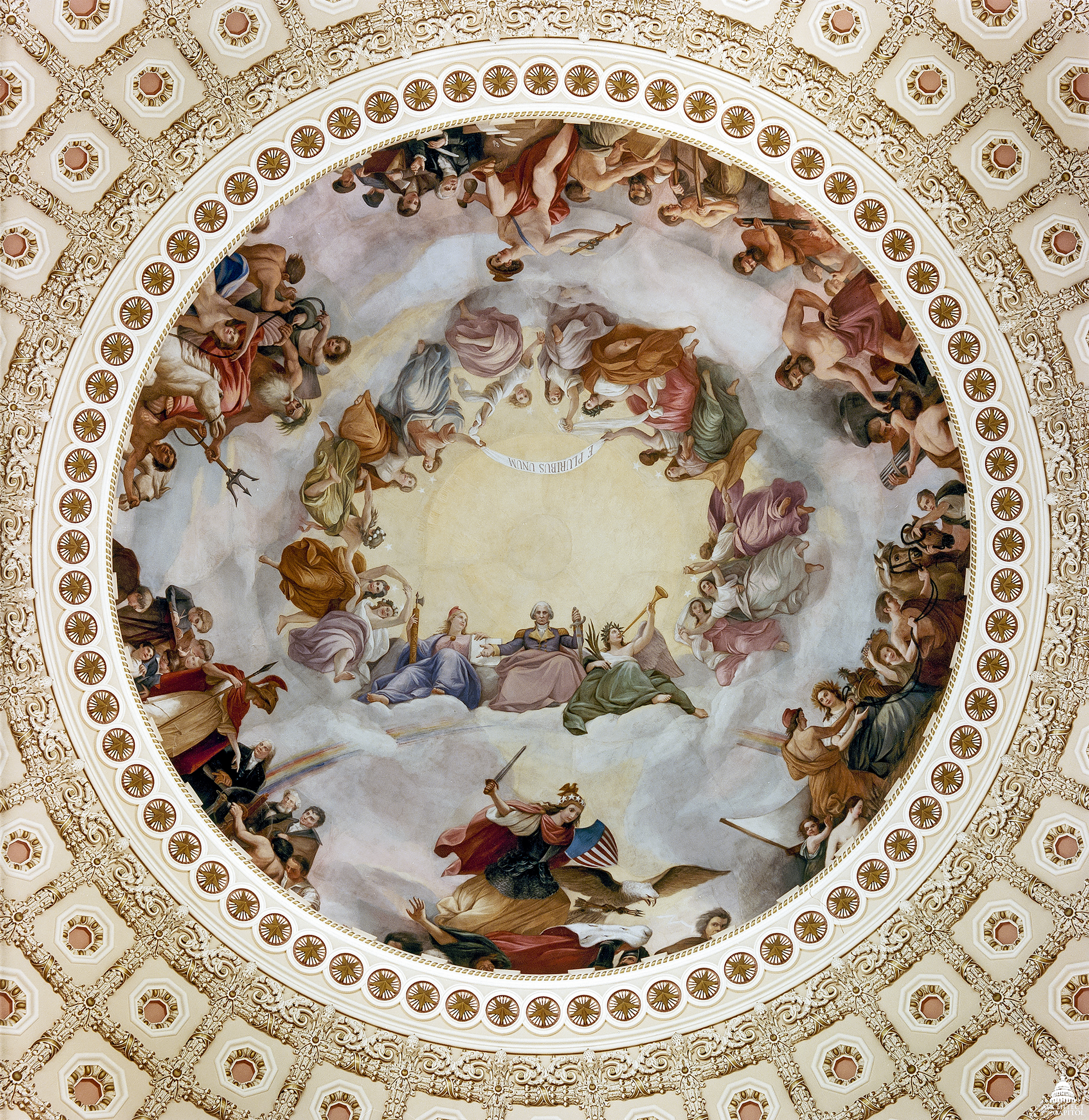
L'Apoteosi di George Washinton, affresco di Costantino Brumidi.

L'Apoteosi di George Washington è un grande affresco dell'italiano Costantino Brumidi, visibile attraverso l'oculo della cupola della rotonda. L'affresco fu completato in undici mesi. L'affresco raffigura George Washington seduto esaltato in apoteosi e si tratta di un primo tentativo di deificare la figura carismatica di Washington, raffigurato circondato da tredici donne, i primi Stati dell'Unione, e dagli dei dell'Olimpo.

### Fregio della storia degli Stati Uniti
Il Fregio della storia degli Stati Uniti è dipinto in modo da apparire come un fregio in bassorilievo in pietra scolpita; in realtà è un ciclo di affreschi trompe-l'œil raffiguranti diciannove scene della storia americana. Brumidi progettò il fregio e preparò uno schizzo nel 1859, ma non iniziò a dipingere fino al 1878 dipingendo otto scene, dopo poco tempo aver iniziato la nona morì prima di finirla nel 1880. Dopo la sua morte, Filippo Costaggini fu incaricato di completare le scene rimanenti negli schizzi di Brumidi terminandoli nel 1889 e lasciò uno spazio vuoto di 9 metri a causa di un errore nel progetto originale. Nel 1951, Allyn Cox completò il fregio.

Ad eccezione degli ultimi tre riquadri nominati da Cox, le scene non hanno titoli particolari e vi sono stati dati molti titoli varianti. I nomi dati qui sono i nomi usati dall'architetto del Campidoglio, che usa i nomi che Brumidi usava più frequentemente nelle sue lettere e che erano usati in Edward Clark e negli articoli di giornale.

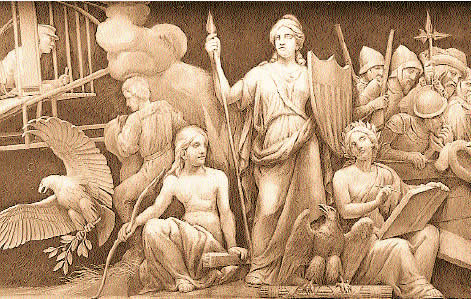
America and History (1878)
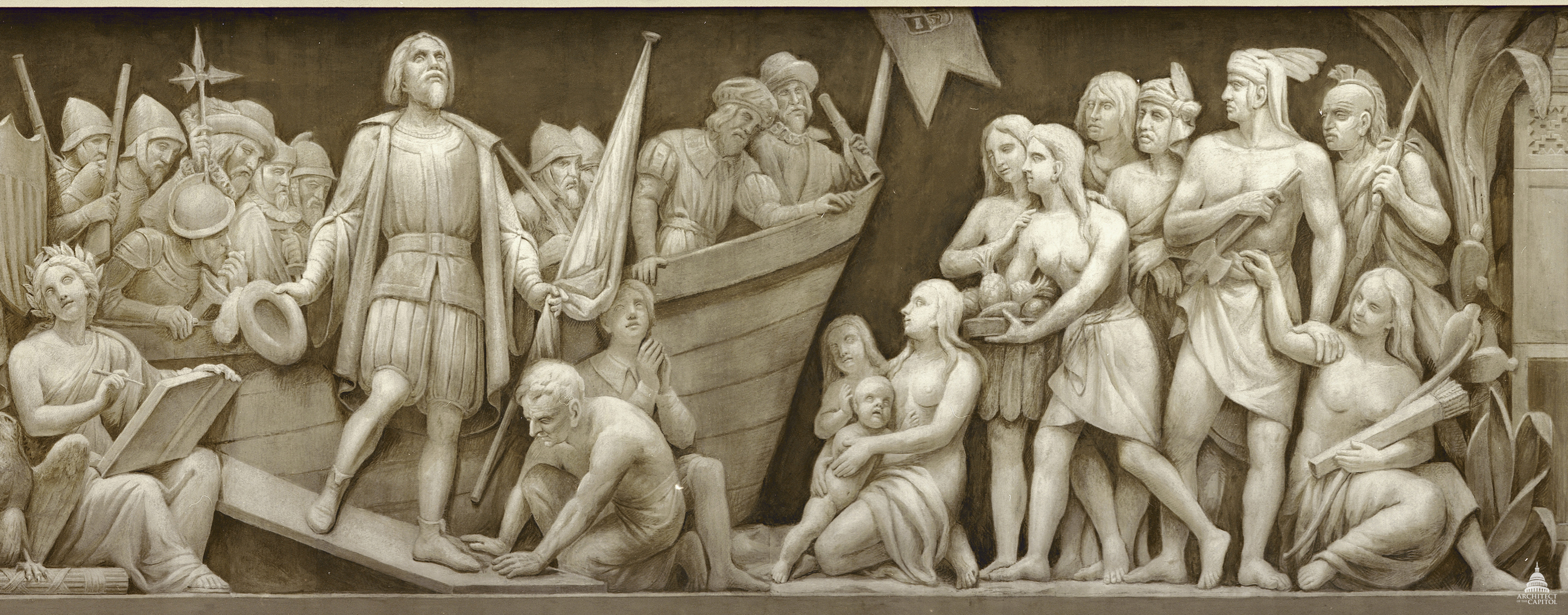
Landing of Colombus (1878)
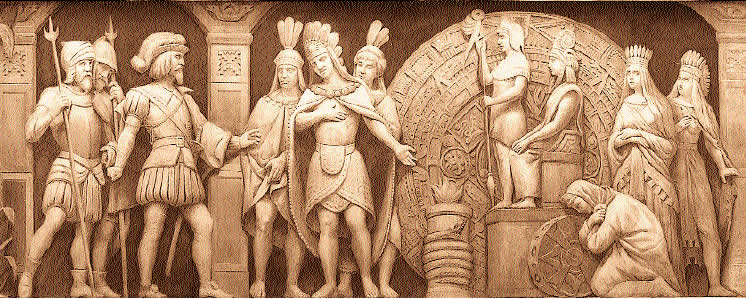
Cortez and Montezuma at Mexican Temple (1878)
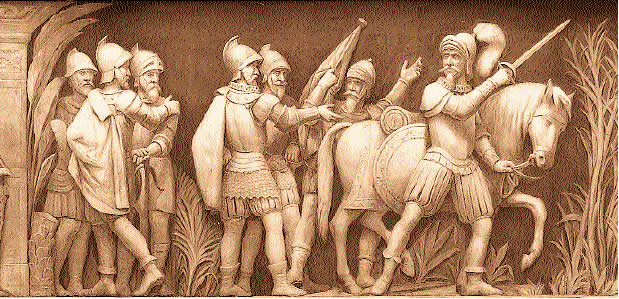
Pizarro Going to Perù (1878)
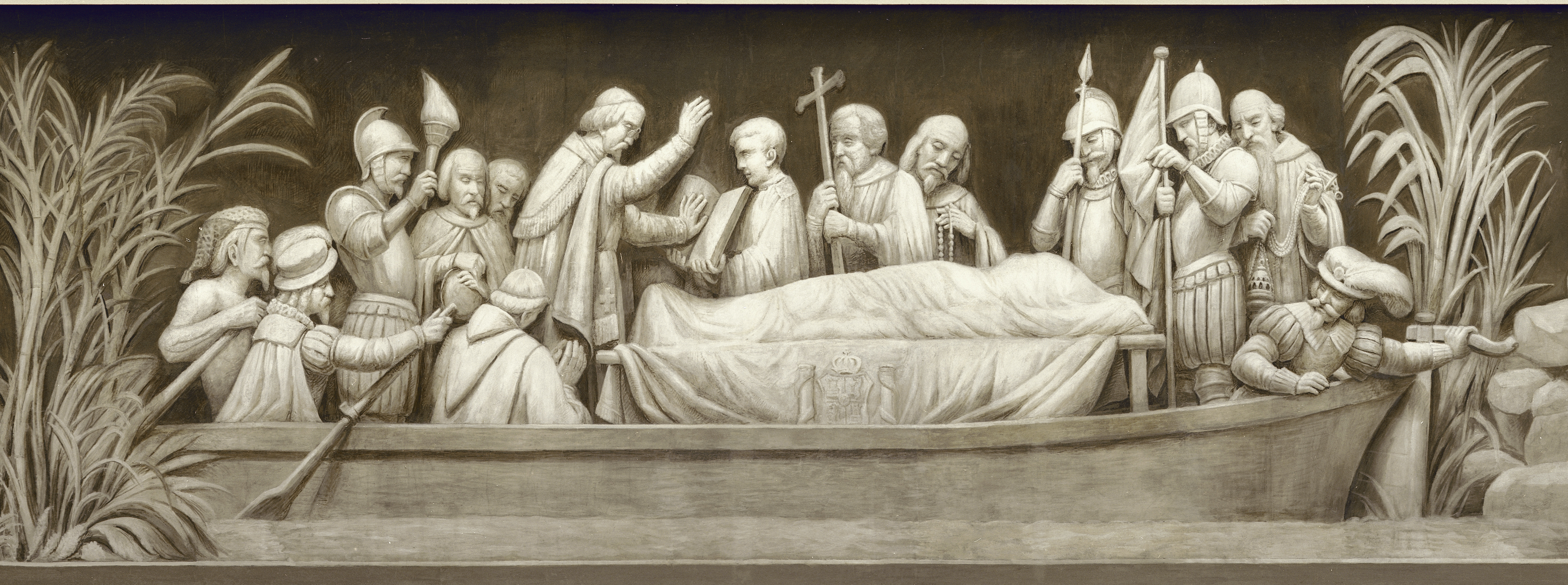
Burial of DeSoto (1878)
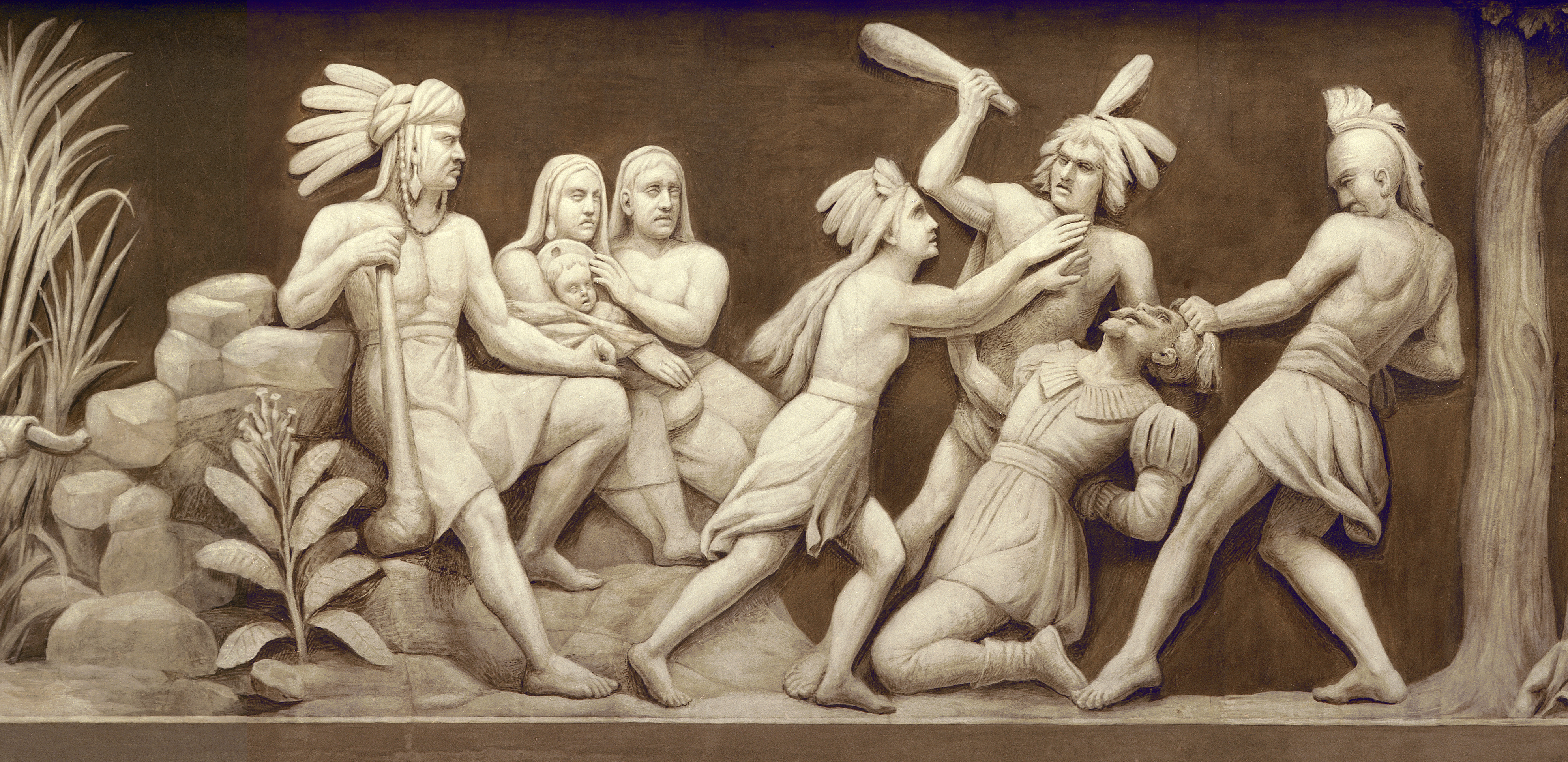
Captain Smith and Pocahontas (1878)
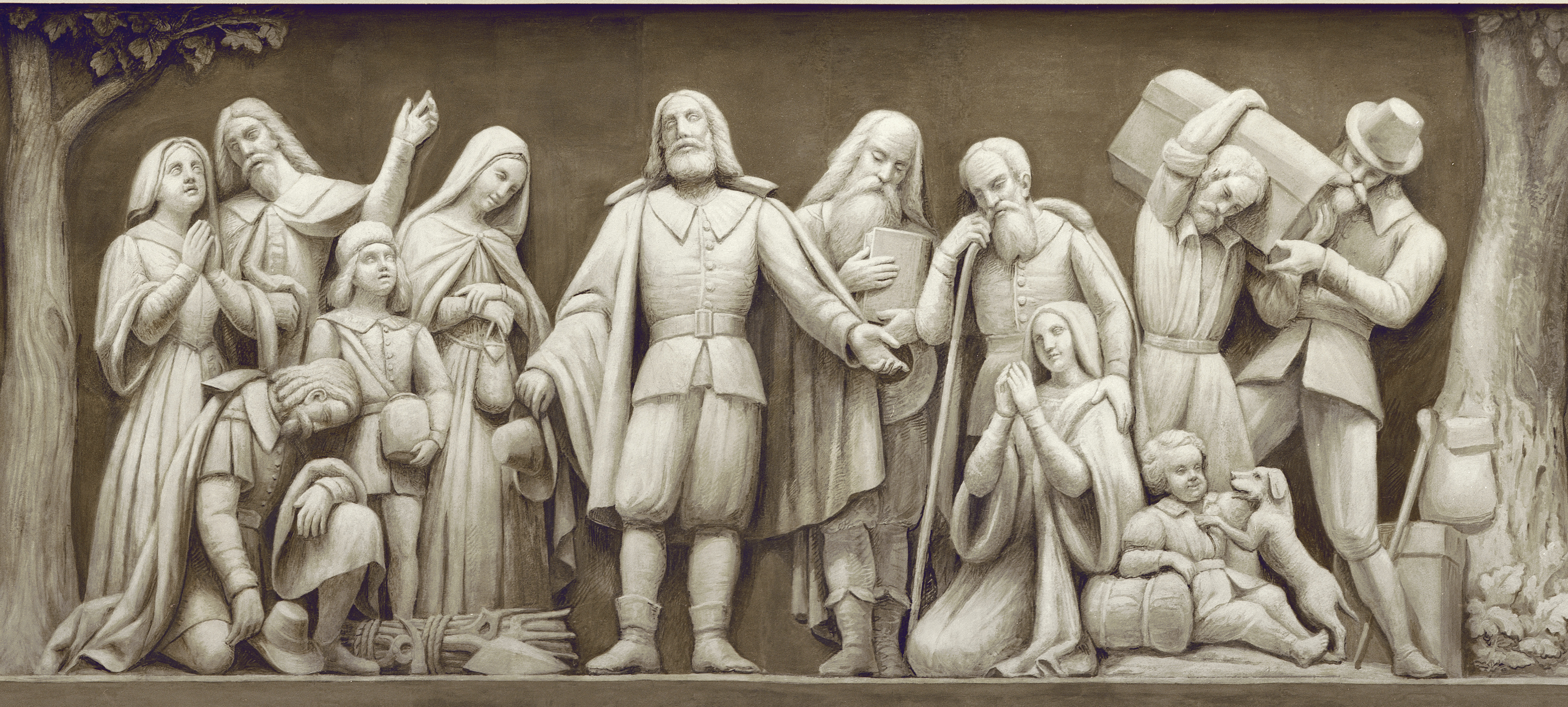
Landing of the Pilgrims (1878)
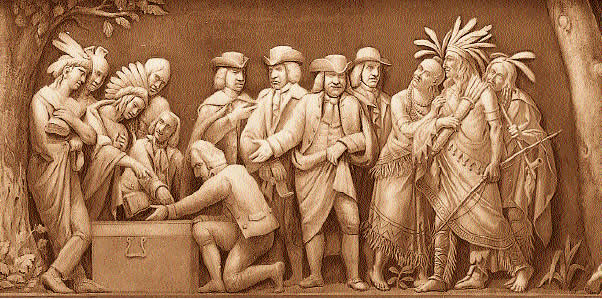
William Penn and the Indians (1880)
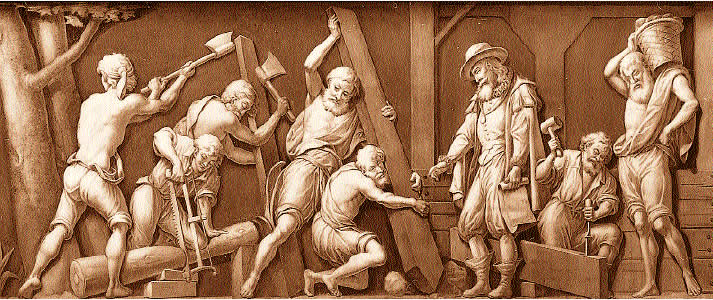
Colonization of New England (1880)
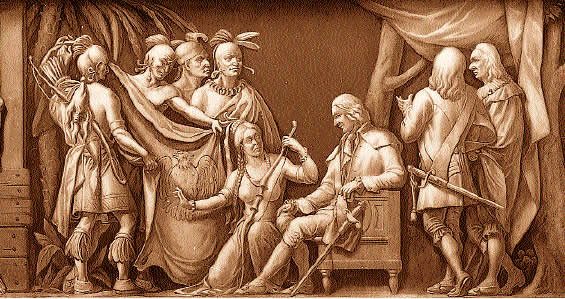
Oglethorpe and the Indians (1880)
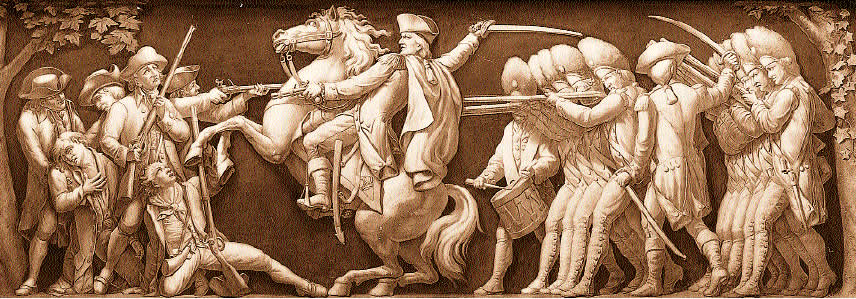
Battle of Lexington (1880)
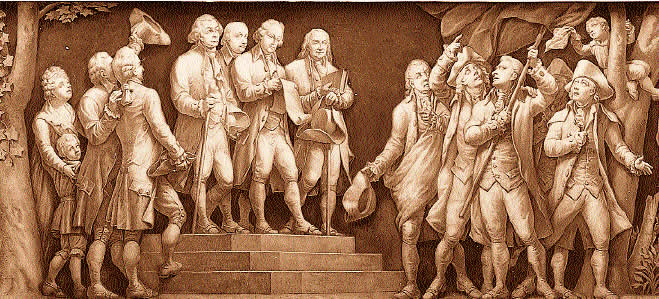
Reading of the Declaration of Independence (1880)
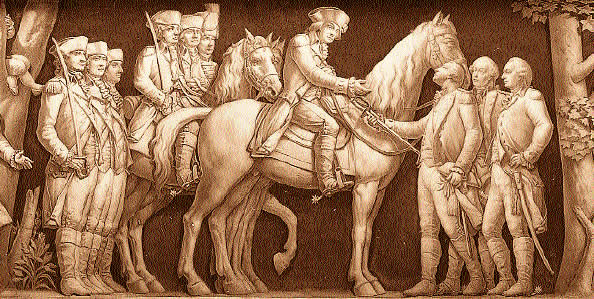
Surrender of Cornwallis (1880)
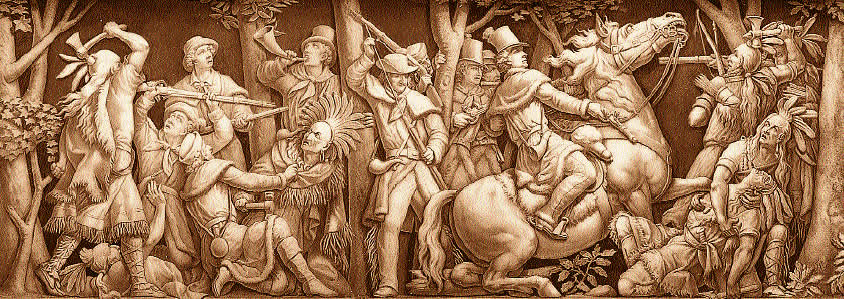
Death of Tecumseh (1880)
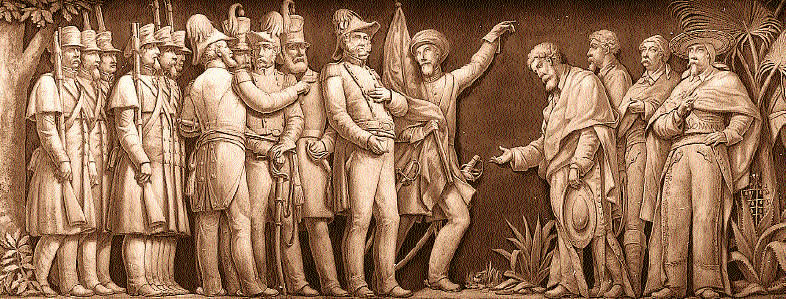
American Army Entering the City of Mexico (1880)
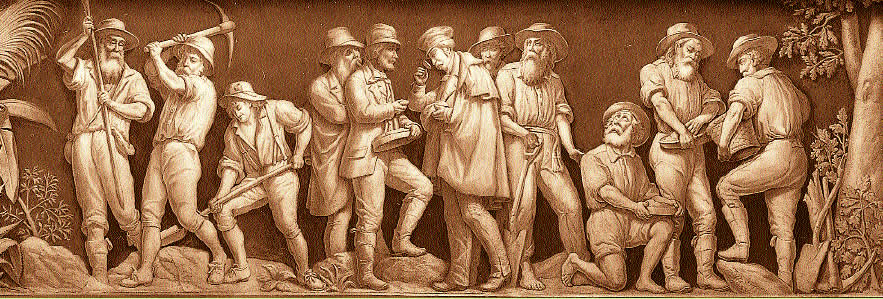
Discovery of Gold in California (1889)
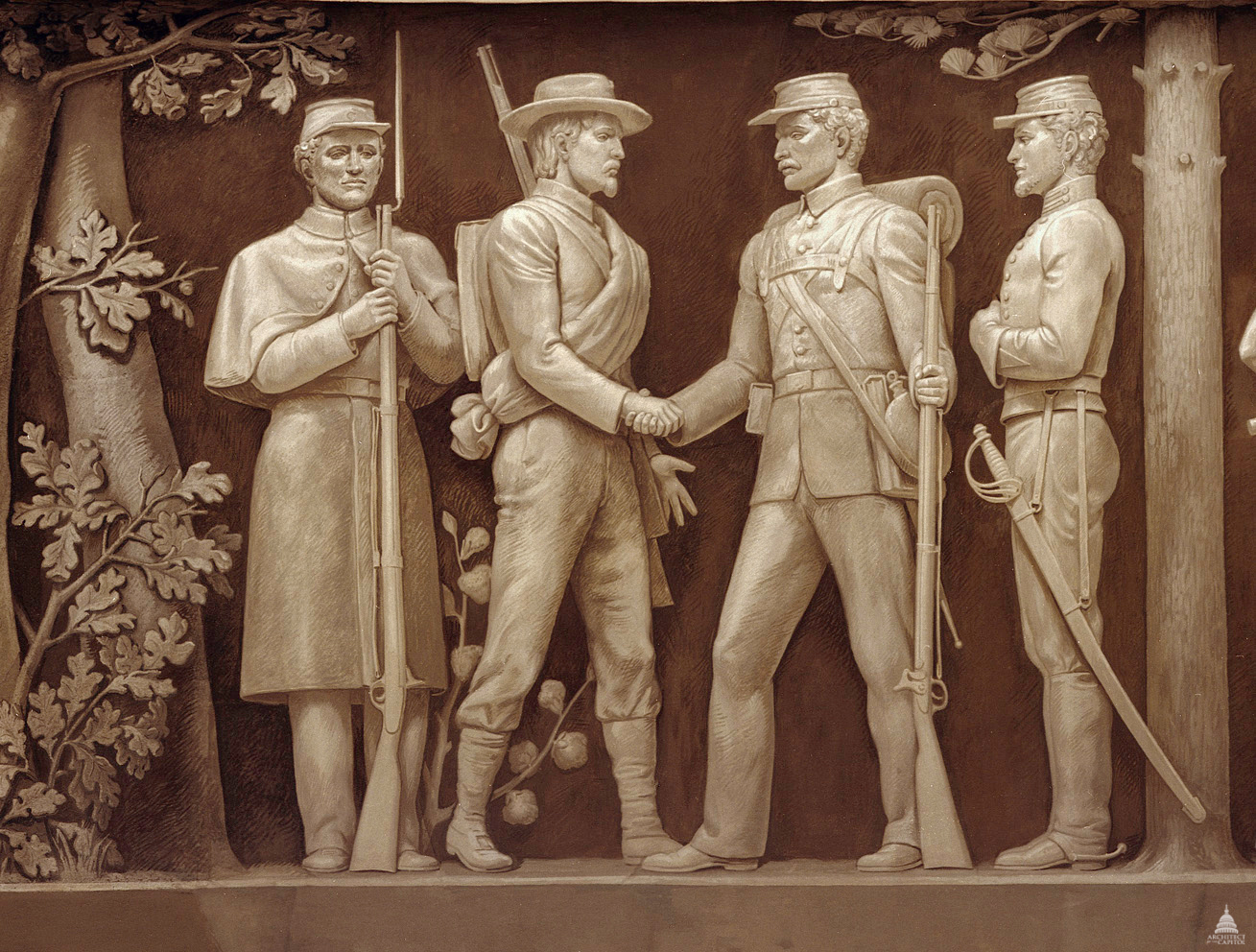
Peace at the End of the Civil War (1951)
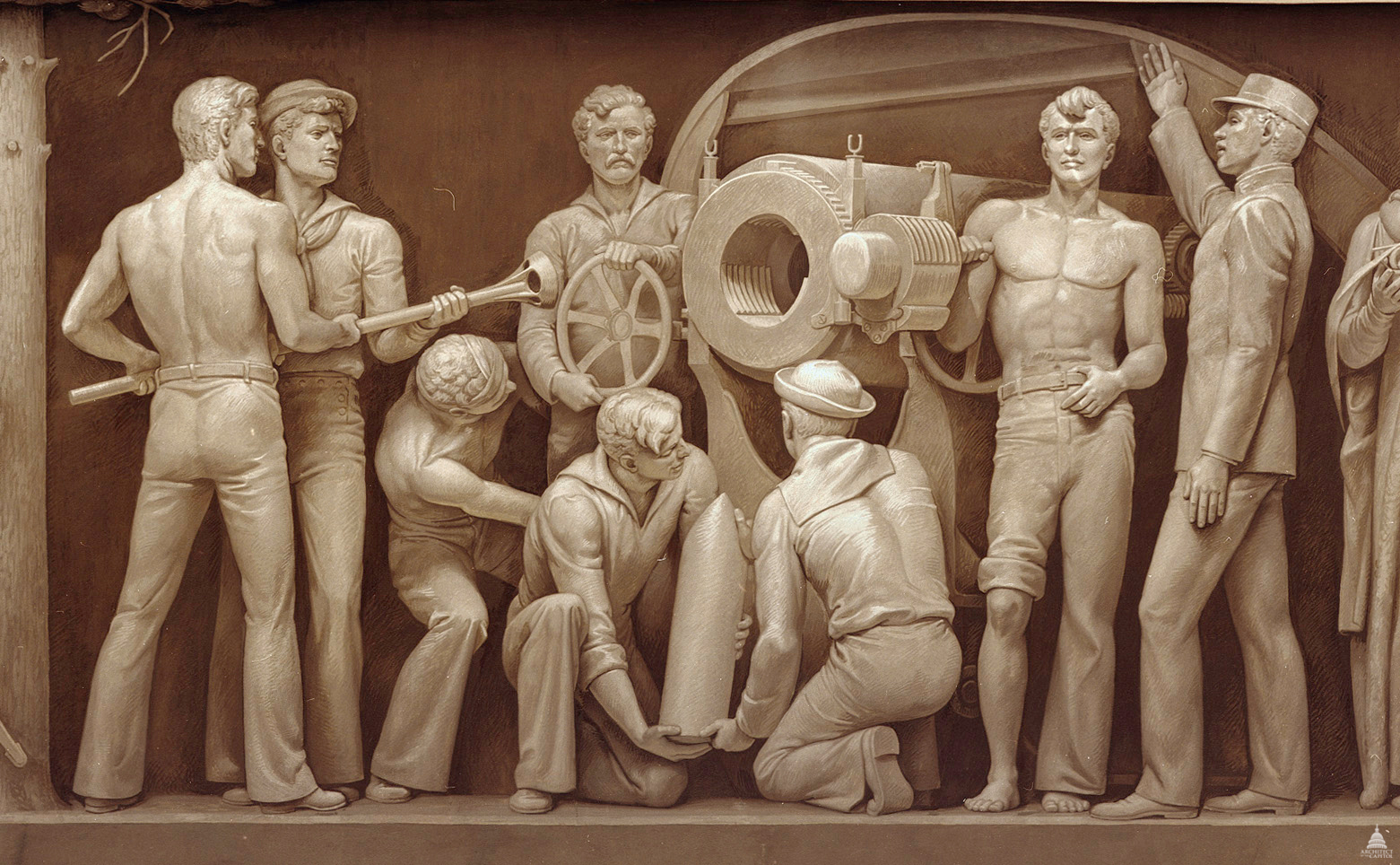
Naval Gun Crew in the Spanish–American War (1951)
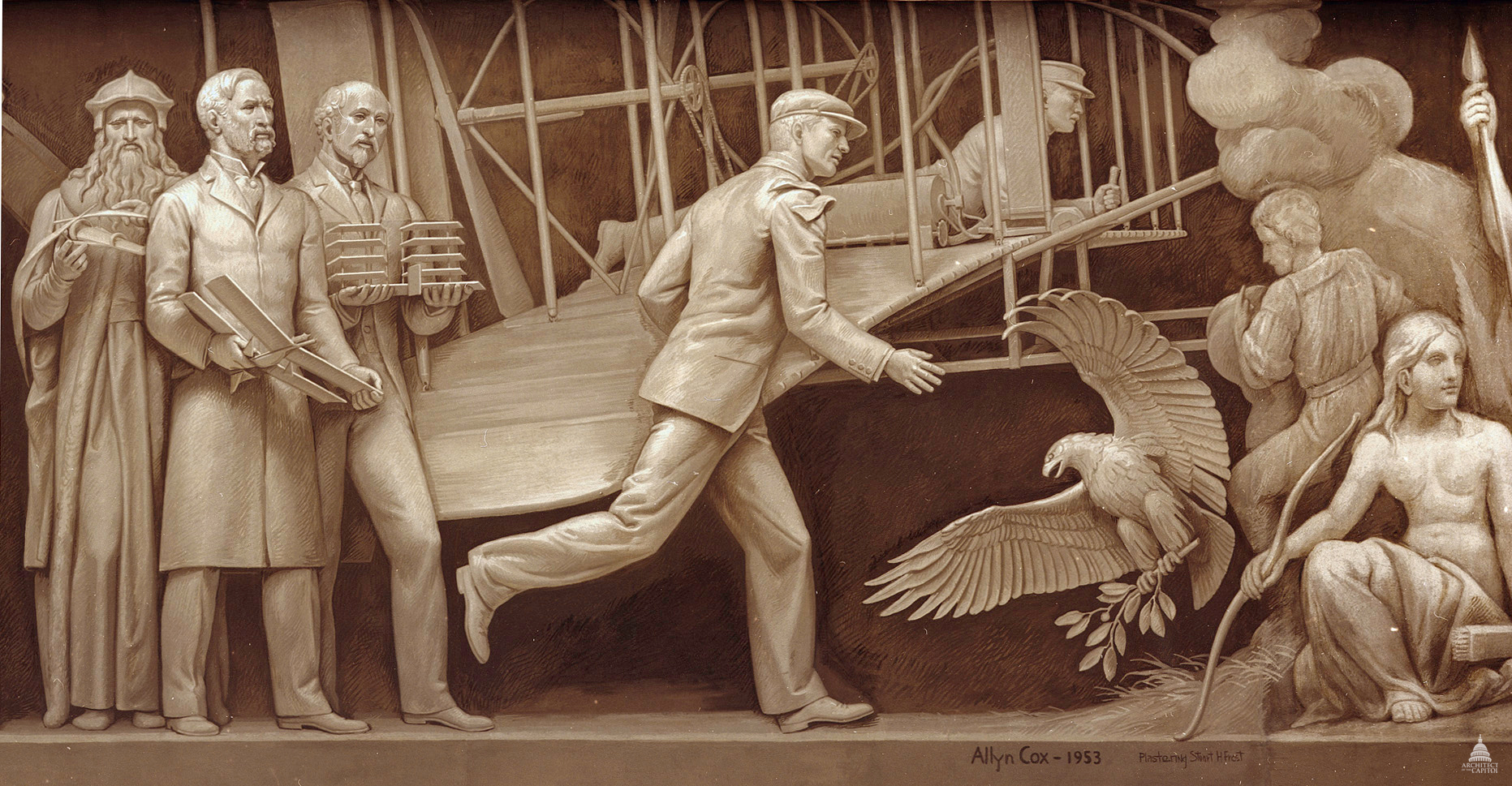
The Birth of Aviation (1951)